# Irmgard von Braunshorn
Irmgard von Braunshorn (* um 1215; † 1277) aus dem Geschlecht der Herren von Braunshorn war Erbtochter des Hunsrücker Ritters Arnold von Braunshorn-Stahleck, der 1211 bis 1239 urkundlich erwähnt wird.
Sie heiratete vor 1235 Philipp II. Herr von Wildenburg. Ihr Vater zog sich (vor) 1235 in das Zisterzienserkloster Himmerod in der Eifel zurück und setzte seine Tochter und seinen Schwiegersohn in die Rechte an seinem Besitz ein. Mit diesen Hunsrückgütern verdoppelte sich der Wildenberger Besitz annähernd. Mit einem großen Teil dieser Erbschaft wurde später das Kloster Maria Engelport ausgestattet. Somit kann angenommen werden, dass die Zweitgründung Engelports im Jahre 1262 ohne Irmgard von Braunshorn nicht erfolgt wäre.
Auch ihre Verwandten und deren Erben (von Winneburg und Beilstein) blieben dem Kloster Engelport, das viele von ihnen als Grablege ausgewählt hatten, über Jahrhunderte hinweg treu und bedachten es großzügig mit Spenden.